# Tarifgeschichte der Einkommensteuer in Deutschland
Dieser Artikel beschreibt die zeitliche Entwicklung des Tarifs zur Einkommensteuer in Deutschland seit 1946, was häufig als Tarifgeschichte bezeichnet wird. Dabei geht es schwerpunktmäßig um die Steuerbetragsfunktion, die als Grundlage für die Erstellung von Steuertabellen oder seit dem Jahr 2004 als stufenloser Formeltarif dient. Daneben werden auch die Grenz- und Durchschnittsteuersätze gezeigt.

## Vom Stufentarif über den Mittelstandsbauch zum linearen Tarif

### Nachkriegszeit ab 1946
Nach dem Ende des Zweiten Weltkriegs beschloss der Alliierte Kontrollrat im Februar 1946 eine starke Anhebung des Spitzensteuersatzes der veranlagten Einkommensteuer auf 95 Prozent. Der Steuertarif war als Stufengrenzsatztarif gestaltet:
In der Regierungserklärung vom 20. September 1949 kündigte Bundeskanzler Konrad Adenauer eine umfassende Steuerreform an. Ziel war es, die Leistungsbereitschaft, Ersparnisbildung und Investitionstätigkeit anzukurbeln. In den Folgejahren gab es verschiedene Ansätze für Steuerreformen. Der erste Finanzminister der Bundesrepublik war Fritz Schäffer. Er hielt eine Vereinfachung der Steuergesetze für nötig. In den Jahren nach 1952 gab das Einkommensteuergesetz keinen expliziten Tarif an, sondern eine Tabelle, aus der die Einkommensteuerlast abzulesen war. Gleichzeitig sank der Spitzensteuersatz und betrug beispielsweise 1955 noch 63,45 %.

### 1958 bis 1989

Einkommensteuertarif von 1958 bis 1964 in Deutschland

Der erste im BMF-Steuerrechner dokumentierte Tarif stammt aus dem Jahr 1958. Die Steuerbetragsfunktion (Formel nach §32a EStG) bestand aus abschnittsweise definierten Polynomen bis zum dritten Grad, also der Form:
```

  

    

      

        
E

        
S

        
t

        
=

        
a

        
⋅

        

          
y

          

            
3

          

        

        
+

        
b

        
⋅

        

          
y

          

            
2

          

        

        
+

        
c

        
⋅

        
y

        
+

        
d

        
 

        
 

        
 

        
 

        
 

        

          
|

        

        

          
 mit y als Bemessungsgrundlage

        

      

    

    
{\displaystyle ESt=a\cdot y^{3}+b\cdot y^{2}+c\cdot y+d\ \ \ \ \ |{\text{ mit y als Bemessungsgrundlage}}}

  

```

Laut Gesetz war damit von 1958 bis 1964 folgende Berechnungsvorschrift zur Erstellung von Einkommensteuertabellen vorgesehen:
Der Eingangssteuersatz lag bei 20 Prozent und der Spitzensteuersatz (der höchste Grenzsteuersatz für den Teil des zu versteuernde Einkommen (zvE) über rund 110.000 DM) betrug 53 Prozent. Im Jahr 1958 wurde auch das bis heute unverändert angewandte Ehegattensplitting bei gemeinsamer Veranlagung der beiden Partner eingeführt.
Außerdem gab es Rundungsvorschriften zur Ermittlung des abgerundeten zvE. Bis zum Jahr 1980 wurde auf volle 30 DM abgerundet, wenn das zvE nicht mehr als 48.000 DM betrug. Darüber erfolgte die Abrundung auf einen ohne Rest durch 60 DM teilbaren Betrag. Ab 1981 bis 2000 erfolgte diese Abrundung entsprechend auf 54 DM.
Ab dem Jahre 1975 wurde die Formel auf ein Polynom vierten Grades erweitert, jedoch dann in Form des Horner-Schemas:
```

  

    

      

        
E

        
S

        
t

        
=

        
(

        
(

        
(

        
a

        
⋅

        
y

        
+

        
b

        
)

        
⋅

        
y

        
+

        
c

        
)

        
⋅

        
y

        
+

        
d

        
)

        
⋅

        
y

        
+

        
e

      

    

    
{\displaystyle ESt=(((a\cdot y+b)\cdot y+c)\cdot y+d)\cdot y+e}

  

```

Dieses Schema wurde im Prinzip bis zum Jahre 1989 beibehalten. Der von 1988 bis 1989 gültige Tarif sah damit folgendermaßen aus:
Durch diese Tarifformeln ergab sich eine stark bauchförmige Kurve für den Verlauf des Grenzsteuersatzes. Dieser wurde seit den 1960er Jahren kritisiert und als "Mittelstandsbauch" bezeichnet. Von 1975 bis 1989 galt außerdem ein Eingangssteuersatz von 22 Prozent und ein Spitzensteuersatz von 56 Prozent für Einkommensteile über rund 130.000 DM. Das änderte sich ab dem Jahr 1990 erheblich.

## Tarifreform 1990 und die Jahre danach

Einkommensteuertarifreform 1990 in Deutschland

Im Jahre 1990 trat unter Finanzminister Theo Waigel ein durchgehend linear-progressiver Einkommensteuertarif in Kraft, der zuvor von Gerhard Stoltenberg durchgesetzt worden war. Damit entstand ein Tarifverlauf ohne Buckel und Sprünge. Damals wurde der seit den 1960er Jahren vorhandene "Mittelstandsbauch" beseitigt. Es gab nur noch eine einzige Progressionszone mit einer quadratischen Steuerbetragsfunktion:
```

  

    

      

        
E

        
S

        
t

        
=

        
(

        

          
p

          

            
n

          

        

        
⋅

        
(

        
z

        
v

        
E

        
−

        

          
E

          

            
n

          

        

        
)

        
+

        

          
s

          

            
gn

          

        

        
)

        
⋅

        
(

        
z

        
v

        
E

        
−

        

          
E

          

            
n

          

        

        
)

        
+

        

          
S

          

            
n-1

          

        

      

    

    
{\displaystyle ESt=(p_{\text{n}}\cdot (zvE-E_{n})+s_{\text{gn}})\cdot (zvE-E_{n})+S_{\text{n-1}}}

  

```

In der Progressionszone ergibt sich ein durchgehend linearer Verlauf der Grenzsteuersatzfunktion. Das war eine große Vereinfachung gegenüber den früheren Berechnungsvorschriften.
In der Proportionalzone ist der Grenzsteuersatz konstant. Das wird erreicht, indem der Progressionsfaktor auf {\displaystyle p_{\text{n}}=0} festgelegt wird. Außerdem wird die Formel ausmultipliziert und zusammengefasst:
```

  

    

      

        
E

        
S

        
t

        
=

        

          
s

          

            
gn

          

        

        
⋅

        
z

        
v

        
E

        
+

        
C

        
 

        

          
|

        

        

          
 mit 

        

        
 

        
C

        
<

        
0

      

    

    
{\displaystyle ESt=s_{\text{gn}}\cdot zvE+C\ |{\text{ mit }}\ C<0}

  

```

Diese im Gesetz geregelte Formel kann in die mathematisch gleichwertige Form umgestellt werden:
```

  

    

      

        
E

        
S

        
t

        
=

        

          
s

          

            
gn

          

        

        
⋅

        
(

        
z

        
v

        
E

        
−

        

          
E

          

            
n

          

        

        
)

        
+

        

          
S

          

            
n-1

          

        

      

    

    
{\displaystyle ESt=s_{\text{gn}}\cdot (zvE-E_{n})+S_{\text{n-1}}}

  

```

Damit wird sichtbar, dass der Grenzsteuersatz nur für den Teil des zvE über dem Eckwert gilt.
Es gelten folgende Variablen bzw. Parameter:
```

  

    

      

        

          

            

              

                
E

                
S

                
t

              

              

                

                
=

                

                  
Einkommensteuerbetrag

                

              

            

            

              

                
z

                
v

                
E

              

              

                

                
=

                

                  
zu versteuerndes Einkommen

                

              

            

            

              

                

                  
E

                  

                    
n

                  

                

              

              

                

                
=

                

                  
Einkommenseckwert der Zone n

                

              

            

            

              

                

                  
E

                  

                    
0

                  

                

              

              

                

                
=

                

                  
Grundfreibetrag (GFB)

                

              

            

            

              

                

                  
p

                  

                    
n

                  

                

              

              

                

                
=

                

                  
Progressionsfaktor in der Zone n

                

              

            

            

              

                

                  
s

                  

                    
gn

                  

                

              

              

                

                
=

                

                  
anfänglicher Grenzsteuersatz in der Zone n

                

              

            

            

              

                

                  
S

                  

                    
n-1

                  

                

              

              

                

                
=

                

                  
Einkommensteuerbetrag der vorherigen Tarifzonen

                

              

            

          

        

      

    

    
{\displaystyle {\begin{aligned}ESt&={\text{Einkommensteuerbetrag}}\\zvE&={\text{zu versteuerndes Einkommen}}\\E_{\text{n}}&={\text{Einkommenseckwert der Zone n}}\\E_{\text{0}}&={\text{Grundfreibetrag (GFB)}}\\p_{\text{n}}&={\text{Progressionsfaktor in der Zone n}}\\s_{\text{gn}}&={\text{anfänglicher Grenzsteuersatz in der Zone n}}\\S_{\text{n-1}}&={\text{Einkommensteuerbetrag der vorherigen Tarifzonen}}\\\end{aligned}}}

  

```

Die Tabellen in den folgenden Abschnitten zeigen die in den Formeln verwendeten Parameter im zeitlichen Wandel.

### 1990 bis 1999
Die in den Jahren von 1990 bis 1995 gültigen gesetzlichen Formeln lauteten:

Animierte Tarifgeschichte 1990 bis 2014 bei zu versteuernden Einkommen von bis zu 70.000 Euro/Jahr.

Animierte Tarifgeschichte 1990 bis 2014 bei zu versteuernden Einkommen von bis zu 300.000 Euro/Jahr.

Der Eingangssteuersatz wurde auf 19 Prozent und der Spitzensteuersatz (für Einkommensteile über 120.042 DM) auf 53 Prozent gesenkt. Der Grundfreibetrag betrug 5.616 DM (umgerechnet 2.871 Euro nominal).
Dieses Schema gilt prinzipiell noch heute, jedoch ist die Progressionszone in mehrere Bereiche aufgeteilt.
Im Jahre 1996 wurde der Grundfreibetrag wegen zuvor verfassungswidriger Besteuerung des Existenzminimums auf 12.095 DM (6.184 Euro nominal) mehr als verdoppelt. Dabei wurde der durchgehend lineare Verlauf aufgegeben. Die gesetzlichen Formeln im Jahr 1996 sahen folgendermaßen aus:
Der Eingangssteuersatz wurde auf 25,9 Prozent angehoben und die Progressionszone war fortan in zwei Zonen unterschiedlicher Steigung unterteilt.

### 2000 bis 2006
Unter Bundeskanzler Gerhard Schröder und Finanzminister Hans Eichel erfolgte in den Jahren 2000 bis 2005 eine schrittweise Absenkung des Spitzensteuersatzes von 53 auf 42 Prozent. In dieser Zeit wurde die Tarifreform wegen der durch die Flutkatastrophe verursachten Kosten zeitlich verschoben. Diskutiert wurde zunächst über ein Vorziehen des Solidarpakts II, einen Nachtragshaushalt oder eine höhere Mehrwertsteuer. Schließlich wurde die zweite Stufe der Steuerreform um ein Jahr auf 2004 verschoben.
Die Rundungsregeln wurden zwischen 2001 und 2004 mehrfach geändert. Im Jahr 2001 war auf 54 DM abzurunden und dann 27 DM zu addieren. In den Jahren 2002 und 2003 war dann auf 36 Euro abzurunden. Ab 2004 wurde die Rundungsregel mit den 36 Euro-Stufen abgeschafft, um die Gleichmäßigkeit des Tarifverlaufs zu verbessern. Seitdem ist das zvE auf den nächsten vollen Eurobetrag abzurunden. Damit eignet sich die Berechnungsvorschrift als stufenloser Formeltarif für Steuerprogramme.
Die folgende Tabelle zeigt die Entwicklung der Parameter ab 2000 bis 2006:
| Veranlagungs- zeitraum | Mathematische Parameter            | Mathematische Parameter            | Mathematische Parameter            | Mathematische Parameter     | Mathematische Parameter     | Mathematische Parameter | Mathematische Parameter | Mathematische Parameter | Mathematische Parameter | Mathematische Parameter | Quelle |
| Veranlagungs- zeitraum | Eckwerte des zvE (ab 2002 in Euro) | Eckwerte des zvE (ab 2002 in Euro) | Eckwerte des zvE (ab 2002 in Euro) | Steuerbeträge bei Eckwerten | Steuerbeträge bei Eckwerten | weitere Parameter       | weitere Parameter       | weitere Parameter       | weitere Parameter       | weitere Parameter       | Quelle |
| Veranlagungs- zeitraum | E0                                 | E1                                 | E2                                 | S1                          | S2                          | p1                      | sg1                     | p2                      | sg2                     | sg3                     | Quelle |
| ---------------------- | ---------------------------------- | ---------------------------------- | ---------------------------------- | --------------------------- | --------------------------- | ----------------------- | ----------------------- | ----------------------- | ----------------------- | ----------------------- | ------ |
| 2000                   | 13.499 DM                          | 17.495 DM                          | 114.695 DM                         | 957 DM                      | 37.919 DM                   | 262.76e-8               | 0,229                   | 133.74e-8               | 0,2500                  | 0,510                   | [ 4 ]  |
| 2001                   | 14.093 DM                          | 18.089 DM                          | 107.567 DM                         | 857 DM                      | 32.871 DM                   | 387.89e-8               | 0,199                   | 142.49e-8               | 0,2300                  | 0,485                   | [ 4 ]  |
| 2002–2003              | 7.235                              | 9.251                              | 55.007                             | 432                         | 16.807                      | 768.85e-8               | 0,199                   | 278.65e-8               | 0,2300                  | 0,485                   | [ 4 ]  |
| 2004                   | 7.664                              | 12.739                             | 52.151                             | 1.016                       | 14.623                      | 793.10e-8               | 0,160                   | 265.78e-8               | 0,2405                  | 0,450                   | [ 9 ]  |
| 2005–2006              | 7.664                              | 12.739                             | 52.151                             | 989                         | 13.990                      | 883.74e-8               | 0,150                   | 228.74e-8               | 0,2397                  | 0,420                   | [ 9 ]  |

### Seit 2007
Ab dem Jahr 2007 wurde unter Bundeskanzlerin Angela Merkel und Finanzminister Peer Steinbrück eine zusätzliche Tarifstufe mit dem neuen Spitzensteuersatz 45 Prozent ab 250.000 Euro hinzugefügt. Diese Stufe wurde vielfach als "Reichensteuer" bezeichnet; sie ist jedoch keine eigenständige Steuer, sondern Teil des Einkommensteuertarifs.
Die folgende Tabelle zeigt die Entwicklung der Parameter ab 2007:
| Veranlagungs- zeitraum | Mathematische Parameter | Mathematische Parameter | Mathematische Parameter | Mathematische Parameter | Mathematische Parameter     | Mathematische Parameter     | Mathematische Parameter     | Mathematische Parameter | Mathematische Parameter | Mathematische Parameter | Mathematische Parameter | Mathematische Parameter | Mathematische Parameter | Quelle |
| Veranlagungs- zeitraum | Eckwerte des zvE        | Eckwerte des zvE        | Eckwerte des zvE        | Eckwerte des zvE        | Steuerbeträge bei Eckwerten | Steuerbeträge bei Eckwerten | Steuerbeträge bei Eckwerten | weitere Parameter       | weitere Parameter       | weitere Parameter       | weitere Parameter       | weitere Parameter       | weitere Parameter       | Quelle |
| Veranlagungs- zeitraum | E0                      | E1                      | E2                      | E3                      | S1                          | S2                          | S3                          | p1                      | sg1                     | p2                      | sg2                     | sg3                     | sg4                     | Quelle |
| ---------------------- | ----------------------- | ----------------------- | ----------------------- | ----------------------- | --------------------------- | --------------------------- | --------------------------- | ----------------------- | ----------------------- | ----------------------- | ----------------------- | ----------------------- | ----------------------- | ------ |
| 2007–2008              | 7.664                   | 12.739                  | 52.151                  | 250.000                 | 0.989,00                    | 13.990,00                   | 97.086,00                   | 883.74e-8               | 0,150                   | 228.74e-8               | 0,2397                  | 0,420                   | 0,45                    | [ 10 ] |
| 2009                   | 7.834                   | 13.139                  | 52.551                  | 250.400                 | 1.007,00                    | 14.007,00                   | 97.104,00                   | 939.68e-8               | 0,140                   | 228.74e-8               | 0,2397                  | 0,420                   | 0,45                    | [ 11 ] |
| 2010–2012              | 8.004                   | 13.469                  | 52.881                  | 250.730                 | 1.038,00                    | 14.038,00                   | 97.134,00                   | 912.17e-8               | 0,140                   | 228.74e-8               | 0,2397                  | 0,420                   | 0,45                    | [ 12 ] |
| 2013                   | 8.130                   | 13.469                  | 52.881                  | 250.730                 | 1.014,00                    | 14.014,00                   | 97.110,00                   | 933.70e-8               | 0,140                   | 228.74e-8               | 0,2397                  | 0,420                   | 0,45                    | [ 13 ] |
| 2014                   | 8.354                   | 13.469                  | 52.881                  | 250.730                 | 0.971,00                    | 13.971,00                   | 97.067,00                   | 974.58e-8               | 0,140                   | 228.74e-8               | 0,2397                  | 0,420                   | 0,45                    | [ 14 ] |
| 2015                   | 8.472                   | 13.469                  | 52.881                  | 250.730                 | 0.948,68                    | 13.949,00                   | 97.045,00                   | 997.60e-8               | 0,140                   | 228.74e-8               | 0,2397                  | 0,420                   | 0,45                    | [ 15 ] |
| 2016                   | 8.652                   | 13.669                  | 53.665                  | 254.447                 | 0.952,48                    | 14.145,16                   | 98.473,00                   | 993.62e-8               | 0,140                   | 225.40e-8               | 0,2397                  | 0,420                   | 0,45                    | [ 16 ] |
| 2017                   | 8.820                   | 13.769                  | 54.057                  | 256.303                 | 0.939,57                    | 14.228,50                   | 99.171,82                   | 1007.27e-8              | 0,140                   | 223.76e-8               | 0,2397                  | 0,420                   | 0,45                    | [ 17 ] |
| 2018                   | 9.000                   | 13.996                  | 54.949                  | 260.532                 | 0.948,49                    | 14.456,83                   | 100.801,70                  | 997.80e-8               | 0,140                   | 220.13e-8               | 0,2397                  | 0,420                   | 0,45                    | [ 18 ] |
| 2019                   | 9.168                   | 14.254                  | 55.960                  | 265.326                 | 0.965,58                    | 14.722,30                   | 102.656,02                  | 980.14e-8               | 0,140                   | 216.16e-8               | 0,2397                  | 0,420                   | 0,45                    | [ 19 ] |
| 2020                   | 9.408                   | 14.532                  | 57.051                  | 270.500                 | 0.972,79                    | 14.997,68                   | 104.646,26                  | 972.87e-8               | 0,140                   | 212.02e-8               | 0,2397                  | 0,420                   | 0,45                    | [ 19 ] |
| 2021                   | 9.744                   | 14.753                  | 57.918                  | 274.612                 | 0.950,96                    | 15.188,93                   | 106.200,41                  | 995.21e-8               | 0,140                   | 208.85e-8               | 0,2397                  | 0,420                   | 0,45                    | [ 20 ] |
| 2022                   | 10.347                  | 14.926                  | 58.596                  | 277.825                 | 0.869,32                    | 15.273,87                   | 107.350,05                  | 1088.67e-8              | 0,140                   | 206.43e-8               | 0,2397                  | 0,420                   | 0,45                    | [ 21 ] |
| 2023                   | 10.908                  | 15.999                  | 62.809                  | 277.825                 | 0.966,53                    | 16.405,54                   | 106.713,52                  | 979.18e-8               | 0,140                   | 192.59e-8               | 0,2397                  | 0,420                   | 0,45                    | [ 22 ] |
| 2024                   | 11.784                  | 17.005                  | 66.760                  | 277.825                 | 0.991,21                    | 17.402,89                   | 106.050,19                  | 954.80e-8               | 0,140                   | 181.19e-8               | 0,2397                  | 0,420                   | 0,45                    | [ 23 ] |
| 2025                   | 12.096                  | 17.443                  | 68.480                  | 277.825                 | 1.015,13                    | 17.849,68                   | 105.774,58                  | 932.30e-8               | 0,140                   | 176.64e-8               | 0,2397                  | 0,420                   | 0,45                    | [ 24 ] |
| 2026                   | 12.348                  | 17.799                  | 69.878                  | 277.825                 | 1.034,87                    | 18.213,13                   | 105.550,87                  | 914.51e-8               | 0,140                   | 173.10e-8               | 0,2397                  | 0,420                   | 0,45                    | [ 24 ] |

## Entwicklung der Eingangs- und Spitzensteuersätze
Folgende Tabelle zeigt die historische Entwicklung der Eckwerte sowie der Eingangs- und Spitzensteuersätze im deutschen Einkommensteuertarif. Diese Angaben sind jedoch alleine noch nicht ausreichend für ein ganzheitliches Verständnis der Steuerbelastung der verschiedenen Einkommensgruppen. Dazu muss neben dem Grundfreibetrag zusätzlich der Tarifverlauf der Grenz- und Durchschnittssteuersätze betrachtet werden, wie das in den obigen Grafiken für ausgewählte Jahre dargestellt ist.
| Zeitraum                                      |        | Grundfreibetrag                 | Eingangssteuersatz | Beginn der letzten Tarifzone                         | Spitzen- steuersatz | Solidaritäts- zuschlag in % der Einkommen- steuer | Progressions- breite | Progressions- höhe |
| --------------------------------------------- | ------ | ------------------------------- | ------------------ | ---------------------------------------------------- | ------------------- | ------------------------------------------------- | -------------------- | ------------------ |
| 1934–1938                                     | RM     | 600 0. (2025: 3.259 €)          | 11 %               | 50.000 (2025: 271.574 €)                             | 64 (50) %           |                                                   | 83,33                | 5,65 (4,41)        |
| 1939–1945                                     | RM     | 600 0. (2025: 3.126 €)          | 11 %               | 50.000 (2025: 260.464 €)                             | 72 (56) %           |                                                   | 83,33                | 6,35 (4,94)        |
| 1946–1948                                     | RM     | 600 0. (2025: 2.495 €)          | 17 %               | 60.000 (2025: 249.494 €)                             | 95 %                |                                                   | 100,00               | 5,58               |
| 1948–1953                                     | DM (€) | 750 0.(383) (2025: 2.341 €)     | 10 %               | 250.000 (127.823) (2025: 780.236 €)                  | 95 %                |                                                   | 333,33               | 9,50               |
| 1953–1954                                     | DM (€) | 800 0.(409) (2025: 2.488 €)     | 9 %                | 220.000 (112.484) (2025: 684.115 €)                  | 80 (70) %           |                                                   | 275,00               | 8,89 (8,75)        |
| 1955–1957                                     | DM (€) | 900 0.(460) (2025: 2.749 €)     | 8 %                | 605.000 (309.332) (2025: 1.847.950 €)                | 63,45 (55) %        |                                                   | 672,22               | 7,93 (6,88)        |
| 1958–1964                                     | DM (€) | 1.680 0.(859) (2025: 4.784 €)   | 20 %               | 110.040 (56.263) (2025: 313.341 €)                   | 53 %                |                                                   | 65,50                | 2,65               |
| 1965–1974                                     | DM (€) | 1.680 0.(859) (2025: 4.081 €)   | 19 %               | 110.040 (56.263) (2025: 267.295 €)                   | 53 %                |                                                   | 65,50                | 2,79               |
| 1975–1977                                     | DM (€) | 3.029 (1.549) (2025: 4.848 €)   | 22 %               | 130.020 (66.478) (2025: 208.087 €)                   | 56 %                |                                                   | 42,93                | 2,55               |
| 1978                                          | DM (€) | 3.329 (1.702) (2025: 4.801 €)   | 22 %               | 130.020 (66.478) (2025: 187.512 €)                   | 56 %                |                                                   | 39,06                | 2,55               |
| 1979–1980                                     | DM (€) | 3.690 (1.887) (2025: 5.112 €)   | 22 %               | 130.000 (66.468) (2025: 180.099 €)                   | 56 %                |                                                   | 35,23                | 2,55               |
| 1981–1985                                     | DM (€) | 4.212 (2.154) (2025: 5.208 €)   | 22 %               | 130.000 (66.468) (2025: 160.745 €)                   | 56 %                |                                                   | 30,86                | 2,55               |
| 1986–1987                                     | DM (€) | 4.536 (2.319) (2025: 4.946 €)   | 22 %               | 130.032 (66.484) (2025: 141.794 €)                   | 56 %                |                                                   | 28,67                | 2,55               |
| 1988–1989                                     | DM (€) | 4.752 (2.430) (2025: 5.110 €)   | 22 %               | 130.032 (66.484) (2025: 139.833 €)                   | 56 %                |                                                   | 27,36                | 2,55               |
| 1990                                          | DM (€) | 5.616 (2.871) (2025: 5.726 €)   | 19 %               | 120.042 (61.376) (2025: 122.392 €)                   | 53 %                |                                                   | 21,38                | 2,79               |
| 1991–1992                                     | DM (€) | 5.616 (2.871) (2025: 5.522 €)   | 19 %               | 120.042 (61.376) (2025: 118.025 €)                   | 53 %                | 3,75                                              | 21,38                | 2,79               |
| 1993–1994                                     | DM (€) | 5.616 (2.871) (2025: 5.522 €)   | 19 %               | 120.042 (61.376) (2025: 118.025 €)                   | 53 %                | 0,00                                              | 21,38                | 2,79               |
| 1995                                          | DM (€) | 5.616 (2.871) (2025: 5.522 €)   | 19 %               | 120.042 (61.376) (2025: 118.025 €)                   | 53 %                | 7,50                                              | 21,38                | 2,79               |
| 1996–1997                                     | DM (€) | 12.095 (6.184) (2025: 10.243 €) | ,025,9 %           | 120.042 (61.376) (2025: 101.663 €)                   | 53 %                | 7,50                                              | 9,92                 | 2,05               |
| 1998                                          | DM (€) | 12.365 (6.322) (2025: 10.175 €) | ,025,9 %           | 120.042 (61.376) (2025: 98.781 €)                    | 53 %                | 5,50                                              | 9,71                 | 2,05               |
| 1999                                          | DM (€) | 13.067 (6.681) (2025: 10.689 €) | ,023,9 %           | 120.042 (61.376) (2025: 98.192 €)                    | 53 %                | 5,50                                              | 9,19                 | 2,22               |
| 2000                                          | DM (€) | 13.499 (6.902) (2025: 10.889 €) | ,022,9 %           | 114.696 (58.643) (2025: 92.524 €)                    | 51 %                | 5,50                                              | 8,50                 | 2,23               |
| 2001                                          | DM (€) | 14.093 (7.206) (2025: 11.146 €) | ,019,9 %           | 107.568 (54.998) (2025: 85.072 €)                    | ,048,5 %            | 5,50                                              | 7,63                 | 2,44               |
| 2002–2003                                     | €      | 7.235 (2025: 11.047 €)          | ,019,9 %           | 55.008 (2025: 83.995 €)                              | ,048,5 %            | 5,50                                              | 7,60                 | 2,44               |
| 2004                                          | €      | 7.664 (2025: 11.382 €)          | 16 %               | 52.152 (2025: 77.451 €)                              | 45 %                | 5,50                                              | 6,80                 | 2,81               |
| 2005–2006                                     | €      | 7.664 (2025: 11.214 €)          | 15 %               | 52.152 (2025: 76.306 €)                              | 42 %                | 5,50                                              | 6,80                 | 2,80 3,00          |
| 2007–2008                                     | €      | 7.664 (2025: 10.789 €)          | 15 %               | 52.152 (2025: 73.417 €) ab 250.001 (2025: 351.933 €) | 42 % 45 %           | 5,50                                              | 6,80 32,6            | 3,00 3,21          |
| 2009                                          | €      | 7.834 (2025: 10.717 €)          | 14 %               | 52.552 (2025: 71.890 €) ab 250.401 (2025: 342.536 €) | 42 % 45 %           | 5,50                                              | 6,71 32,0            | 3,00 3,21          |
| 2010–2012                                     | €      | 8.004 (2025: 10.830 €)          | 14 %               | 52.882 (2025: 71.553 €) ab 250.731 (2025: 339.255 €) | 42 % 45 %           | 5,50                                              | 6,61 31,3            | 3,00 3,21          |
| 2013                                          | €      | 8.130 (2025: 10.417 €)          | 14 %               | 52.882 (2025: 67.758 €) ab 250.731 (2025: 321.264 €) | 42 % 45 %           | 5,50                                              | 6,50 30,8            | 3,00 3,21          |
| 2014                                          | €      | 8.354 (2025: 10.598 €)          | 14 %               | 52.882 (2025: 67.087 €) ab 250.731 (2025: 318.084 €) | 42 % 45 %           | 5,50                                              | 6,33 30,0            | 3,00 3,21          |
| 2015                                          | €      | 8.472 (2025: 10.694 €)          | 14 %               | 52.882 (2025: 66.754 €) ab 250.731 (2025: 316.501 €) | 42 % 45 %           | 5,50                                              | 6,24 29,6            | 3,00 3,21          |
| 2016                                          | €      | 8.652 (2025: 10.867 €)          | 14 %               | 53.666 (2025: 67.406 €) ab 254.447 (2025: 319.594 €) | 42 % 45 %           | 5,50                                              | 6,20 29,4            | 3,00 3,21          |
| 2017                                          | €      | 8.820 (2025: 10.914 €)          | 14 %               | 54.057 (2025: 66.894 €) ab 256.304 (2025: 317.169 €) | 42 % 45 %           | 5,50                                              | 6,20 29,4            | 3,00 3,21          |
| 2018                                          | €      | 9.000 (2025: 10.940 €)          | 14 %               | 54.950 (2025: 66.797 €) ab 260.533 (2025: 316.701 €) | 42 % 45 %           | 5,50                                              | 6,11 28,9            | 3,00 3,21          |
| 2019                                          | €      | 9.168 (2025: 10.991 €)          | 14 %               | 55.961 (2025: 67.086 €) ab 265.327 (2025: 318.076 €) | 42 % 45 %           | 5,50                                              | 6,10 28,94           | 3,00 3,21          |
| 2020                                          | €      | 9.408 (2025: 11.213 €)          | 14 %               | 57.051 (2025: 68.053 €) ab 270.500 (2025: 322.664 €) | 42 % 45 %           | 5,50                                              | 6,06 28,75           | 3,00 3,21          |
| 2021                                          | €      | 9.744 (2025: 11.274 €)          | 14 %               | 57.918 (2025: 67.010 €) ab 274.612 (2025: 317.720 €) | 42 % 45 %           | 5,50                                              | 5,94 28,18           | 3,00 3,21          |
| 2022                                          | €      | 10.387 (2025: 11.242 €)         | 14 %               | 58.596 (2025: 63.418 €) ab 277.825 (2025: 300.689 €) | 42 % 45 %           | 5,50                                              | 5,64 26,75           | 3,00 3,21          |
| 2023                                          | €      | 10.908 (2025: 11.148 €)         | 14 %               | 62.809 (2025: 64.191 €) ab 277.825 (2025: 283.937 €) | 42 % 45 %           | 5,50                                              | 5,76 25,47           | 3,00 3,21          |
| 2024                                          | €      | 11.784 (2025: 11.784 €)         | 14 %               | 66.760 (2025: 66.760 €) ab 277.825 (2025: 277.825 €) | 42 % 45 %           | 5,50                                              | 5,67 23,58           | 3,00 3,21          |
| 2025                                          | €      | 12.096                          | 14 %               | 68.480 ab 277.825                                    | 42 % 45 %           | 5,50                                              | 5,66 22,97           | 3,00 3,21          |
| 2026                                          | €      | 12.384                          | 14 %               | 69.878 ab 277.825                                    | 42 % 45 %           | 5,50                                              | 5,64 22,43           | 3,00 3,21          |
| Quelle: bmf-steuerrechner.de (Seite des BMF). |        |                                 |                    |                                                      |                     |                                                   |                      |                    |